# Jarosław Mokrzycki
Jarosław Ernest Mokrzycki (ur. 23 stycznia 1970 w Głuszycy) – polski dowódca wojskowy; generał brygady Wojska Polskiego; dyrektor Centrum Doktryn i Szkolenia Sił Zbrojnych RP (2017–2021), od 2021 dowódca Litewsko-Polsko-Ukraińskiej Brygady LITPOLUKRBRIG (2021–2023); od 11 września 2023 szef sztabu 2 Korpusu Polskiego – Dowództwa Komponentu Lądowego.

## Życiorys
Jarosław Mokrzycki urodził się 23 stycznia 1970 w Głuszycy.

### Wykształcenie
Absolwent Wyższej Szkoły Oficerskiej Wojsk Zmechanizowanych (1993), Akademii Obrony Narodowej (2002), Joint Forces Staff College w Norfolk (USA) (1995–1996), ukończył studia podyplomowe w Akademii Sztuki Wojennej i Akademii Leona Koźmińskiego.

### Służba wojskowa
Studia wojskowe podjął 25 września 1989 jako podchorąży Wyższej Szkoły Oficerskiej Wojsk Zmechanizowanych we Wrocławiu. W 1993 został promowany na pierwszy stopień oficerski – podporucznika. Służbę zawodową rozpoczął w 1993 w 21 Brygadzie Strzelców Podhalańskich z siedzibą w Rzeszowie na stanowisku dowódcy plutonu piechoty górskiej. W latach 1995–1996 jako oficer operacyjny służył w Polskim Kontyngencie Wojskowym w Syrii na Wzgórzach Golan w misji UNDOF. W 1996 po powrocie z misji objął stanowisko dowódcy kompanii szkolnej w Ośrodku Szkolenia przy 21 Rejonowych Warsztatach Technicznych w Rzeszowie.
W 2002 po ukończeniu Akademii Obrony Narodowej został skierowany do Dowództwa Wojsk Lądowych jako specjalista – początkowo w Wydziale Szkolenia, a następnie w sekretariacie Dowódcy Wojsk Lądowych. W 2006 po studiach w Norfolk (USA) objął funkcję szefa Wydziału Planowania Zobowiązań Sojuszniczych w Wydziale Planowania Dowództwa Wojsk Lądowych. W latach 2007–2008 służył podczas IX zmiany PKW Irak jako zastępca Szefa Sztabu Wielonarodowej Dywizji Centrum-Południe, po czym został wyznaczony na stanowisko szefa sekretariatu Dowódcy Wojsk Lądowych. W latach 2010–2013 sprawował funkcję szefa Pionu Współpracy Międzynarodowej. W dniach 28–29 lutego 2012 w Warszawie w Dowództwie Wojsk Lądowych przewodniczył wraz z płk Jeanem Baptiste Minjoulat-Rey (szef Oddziału Współpracy Międzynarodowej Armii Francuskiej) w polsko-francuskich rozmowach sztabowych zakończonych podpisaniem planu współpracy dwustronnej na 2012. 
W kwietniu 2013 uczestniczył w Bukareszcie w posiedzeniu plenarnym Komitetu Dowódców Wojsk Lądowych Krajów Europejskich Finabel, będąc w składzie delegacji polskiej, której przewodniczył dowódca Wojsk Lądowych gen. broni Zbigniew Głowienka. W styczniu 2014 został skierowany do Rzeszowa, gdzie objął stanowisko zastępcy dowódcy 21 Brygady Strzelców Podhalańskich, które sprawował do października 2017 r., pełniąc w ostatnim roku funkcję p.o. dowódcy brygady. 25 kwietnia 2014 został odznaczony w Rzeszowie przez attaché obrony Niemiec płk Joachima Franke Srebrnym Krzyżem Honorowym Bundeswehry. Podczas uroczystego wręczenia odznaczenia płk Franke powiedział. W październiku 2017 został przeniesiony do Wydziału Zachodniego Departamentu Wojskowych Spraw Zagranicznych MON. 2 lipca 2018 decyzją ministra obrony narodowej Mariusza Błaszczaka objął stanowisko Dyrektora Centrum Doktryn i Szkolenia Sił Zbrojnych RP w Bydgoszczy. Koordynator kampanii pod kryptonimem „Nowe Urządzenie Polskie” NUP 2X35. 
24 lipca 2019 w Warszawie w Wojskowej Akademii Technicznej uczestniczył w seminarium naukowym na temat „Metody analizy środowiska bezpieczeństwa”, w ramach kampanii „NUP 2X35” (Nowe Urządzenia Polskie), gdzie przedstawił założenia kampanii „NUP 2X35”. W dniach 16–20 listopada 2020 w Bydgoszczy w Centrum Doktryn i Szkolenia Sił Zbrojnych (CDiS SZ) zorganizował w formie online międzynarodową konferencję naukową GlobState III, odbywającą się w ramach kampanii analiz środowiska bezpieczeństwa i środowiska operacyjnego pod nazwą „Nowe Urządzenie Polskie” – NUP 2X35 i była poświęcona zasadom sztuki wojennej i operacyjnej dotyczącym przyszłego środowiska bezpieczeństwa na wschodniej flance NATO. 29 września 2021 w Warszawie minister obrony narodowej Mariusz Błaszczak wyznaczył go na dowódcę Litewsko-Polsko-Ukraińskiej Brygady LITPOLUKRBRIG. 7 października 2021 w Lublinie przejął dowodzenie Litewsko-Polsko-Ukraińskiej Brygady (LITPOLUKRBRIG) od płka Dmytro Bratishko w obecności wiceministrów obrony narodowej sił
zbrojnych Polski i Litwy – Marcina Ociepy i Žilvinasa Tomkusa. 
10 listopada 2022 prezydent RP Andrzej Duda mianował go na stopień generała brygady. 29 sierpnia 2023 minister obrony narodowej Mariusz Błaszczak wyznaczył go na stanowisko szefem sztabu 2 Korpusu Polskiego – Dowództwa Komponentu Lądowego z dniem objęcia obowiązków 11 września 2023. Interesuje się sportem, techniką wojskową i akwarystyką.

## Życie prywatne
Jest żonaty, ma jednego syna. Włada językami angielskim i rosyjskim. Jego hobby to inżynieria bezpieczeństwa, informatyka, literatura oraz sporty górskie.

## Awanse
- podporucznik – 1993[2]

(...)
- generał brygady – 10 listopada 2022[20]

## Ordery, odznaczenia i wyróżnienia
- Wojskowy Krzyż Zasługi – 2021[1]
- Gwiazda Iraku – 2008[21]
- Złoty Medal „Siły Zbrojne w Służbie Ojczyzny” – 2020[22]
- Srebrny Medal „Siły Zbrojne w Służbie Ojczyzny” – 2009[23]
- Brązowy Medal „Siły Zbrojne w Służbie Ojczyzny” – 2005[24]
- Brązowy Medal „Za zasługi dla obronności kraju” – 2008[25]
- Srebrny Krzyż Honorowy Bundeswehry – 2014[10][26]
- Odznaka Honorowa Wojsk Lądowych – 2009
- Odznaka tytułu honorowego „Zasłużony Żołnierz RP” II Stopnia (Srebrna) – 2019[27]
- Buzdygan Honorowy – 2022[16]
- Odznaka Skoczka Spadochronowego Wojsk Powietrznodesantowych – 1991
- Złota Wojskowa Odznaka Sprawności Fizycznej –
- Kordzik honorowy Sił Zbrojnych RP – 2021[28]
- Odznaka pamiątkowa 21 Brygady Strzelców Podhalańskich – 2014 (ex officio)
- Odznaka Pamiątkowa Bieszczadzkiego Oddziału Straży Granicznej – 2016[29]
- Odznaka pamiątkowa Centrum Doktryn i Szkolenia Sił Zbrojnych – 2018 (ex officio)
- Odznaka pamiątkowa Litewsko-Polsko-Ukraińskiej Brygady LITPOLUKRBRIG – 2021 (ex officio)

i inne